# POCKET PARK
『POCKET PARK』（ポケットパーク）は、松原みき初のオリジナルアルバム。1980年1月21日にキャニオン・レコードからLPとポニーからカセットテープがリリースされた。なお、カセットテープ版の表記は『Pocket Park』となっている。1990年12月15日に初CD化、1996年12月16日に廉価版CDが発売されている。2009年1月21日にはポニーキャニオンからHQCD盤として復刻された。

## 収録曲

### Side A
1. 真夜中のドア〜Stay With Me (5'10")
作詞：三浦徳子／作曲：林哲司／編曲：林哲司
※デビューシングルと異なるバージョンが収録されている（イントロがバックコーラスのみ）[1]。
2. It's So Creamy (3'41")
作詞：中里綴／作曲：佐藤健／編曲：佐藤健
3. Cryin' (3'55")
作詞：森田由美／作曲：佐藤健／編曲：佐藤健
4. That's All (4'01")
作詞：森田由美／作曲：佐藤健／編曲：佐藤健
5. His Woman (4'04")
作詞：三浦徳子／作曲：芳野藤丸／編曲：芳野藤丸

### Side B
1. Manhattan Wind (3'27")
作詞：及川恒平／作曲：惣領泰則／編曲：惣領泰則
2. 愛はエネルギー (3'36")
作詞：三浦徳子／作曲：林哲司／編曲：林哲司
3. そうして私が (4'14")
作詞：三浦徳子／作曲：林哲司／編曲：林哲司
4. Trouble Maker (4'32")
作詞：竜真知子／作曲：梅垣達志／編曲：梅垣達志
5. Mind Game (3'57")
作詞：竜真知子／作曲：梅垣達志／編曲：梅垣達志
6. 偽りのない日々 (3'49")
作詞：及川恒平／作曲：惣領泰則／編曲：惣領泰則

## 参加ミュージシャン

### Side A
1. 渋井博(keyboards)、後藤次利(bass)、林立夫(drums)、松原正樹(E. guitar)、穴井忠臣(percussion)
2. 美乃家セントラル・ステイション
小田健二郎(keyboards)、六川正彦(bass)、マーティー・ブレイシー(drums)、土屋潔(E. guitar)、高杉登(percussion)
3. A2に同じ
4. A2に同じ
5. SHŌGUN
大谷和夫(keyboards)、長岡道夫(bass)、山木秀夫(drums)、芳野藤丸(E. guitar)、中島御(percussion)

### Side B
1. 井上鑑(keyboards)、金田一昌吾(bass)、市原康(drums)、松木恒秀(E. guitar)、穴井忠臣(percussion)
2. 渋井博(keyboards)、後藤次利(bass)、林立夫(drums)、今剛(E. guitar)、斎藤ノブ(percussion)
3. A1に同じ
4. 渋井博(keyboards)、後藤次利(bass)、林立夫(drums)、松原正樹(E. guitar)、吉川忠英(A. guitar)、橋田正人(percussion)
5. B4に同じ
6. B1に同じ

### Side A,B
大野アンサンブル(strings)、田代真紀子(synthesizers)、佐藤健(synthesizers)、渋井博(synthesizers)、岸義和(trumpet)、白山文夫(trumpet)、数原晋(trumpet)、鍵和田道男(trombone)、新井英治(trombone)、岡田澄雄(trombone)、ジェイク・H・コンセプション(A.sax)、村岡健(T. sax)、砂原俊三(B. sax)、梅垣達志(chorus)、尾形道子(chorus)、TIME FIVE(chorus)、EVE(chorus)

## スタッフ・スタジオ
- 一口坂スタジオ

## 関連シングル・ベストアルバム
- 真夜中のドア〜Stay With Me
EP W-17 SEE・SAW 1979年11月5日 キャニオン・レコード（廃盤）
タイトル曲および「そうして私が」を収録
- 愛はエネルギー
EP W-18 SEE.SAW 1979年12月5日 キャニオン・レコード（廃盤）
タイトル曲を収録
- Jazzy Night
EP 7A0141 SEE・SAW 1981年12月5日 キャニオン・レコード（廃盤）
「愛はエネルギー」を収録
- 松原みきが選ぶマイベスト16
CASSETTE 32P9052 1981年 ポニー（廃盤）
「It's So Creamy」「Cryin'」「That's All」「Manhattan Wind」
「愛はエネルギー」「そうして私が」「Mind Game」を収録
- 松原みき ベストヒット 全曲集
CASSETTE 36P1122 1982年 ポニー（廃盤）
「It's So Creamy」「愛はエネルギー」「そうして私が」「Mind Game」を収録
- 松原みき BEST 20
CASSETTE 36P1223 1984年 ポニー（廃盤）
「愛はエネルギー」「そうして私が」を収録
- Paradise Beach
LP 28A0278 SEE・SAWほか 1983年6月21日 キャニオン・レコード（廃盤）
「真夜中のドア〜Stay With Me」「愛はエネルギー」「そうして私が」を収録
- 松原みき ベストセレクション
CD D36A0086 SEE・SAW 1985年6月5日 キャニオン・レコード（廃盤）
「愛はエネルギー」を収録
- 松原みき スーパーベスト
CD D32P6028 1986年12月5日 ポニー（廃盤）
「That's All」「愛はエネルギー」を収録
- Anthology 松原みき BEST
CD PCCA-01678 2002年4月17日 ポニーキャニオン
「真夜中のドア〜Stay With Me」「That's All」「愛はエネルギー」「そうして私が」を収録
- 松原みき ベスト・コレクション
CD PCCS-00044 2008年7月16日 ポニーキャニオン
「真夜中のドア〜Stay With Me」「It's So Creamy」「愛はエネルギー」を収録
- ザ・プレミアムベスト 松原みき
CD PCCA-03833 2013年5月15日 ポニーキャニオン
上記3曲に加え、「That's All」を収録